# World Trade Center IV (Montevideo)
El World Trade Center IV es la cuarta torre del complejo de edificios del World Trade Center, localizado en Montevideo, Uruguay. Es el segundo edificio más alto de Uruguay y la torre privada más alta del país. A pesar de ser la torre IV es la quinta torre del complejo, la cuarta torre por orden de construcción sería el Montevideo FreeZone I. Actualmente, la torre IV cuenta con un cartel de la compañía de software, Globant.

### Datos
La torre IV cuenta con 42 pisos, con una altura de 126 metros de altura y con 53.500 metros cuadrados según el programa informativo, El Observador (Uruguay). El coste total del edificio fue de 65 millones de Dólares.
El edificio cuenta con un Restaurante llamado "Piso 40" que como su nombre indica se encuentra en el cuadragésimo piso. El restaurante cuenta con una vista panorámica del Río de la Plata y de la ciudad de Montevideo.